# Ação Humana

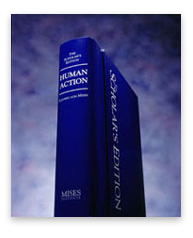
Human Action Scholars Edition.

Ação Humana: Um Tratado sobre Economia (em inglês: Human Action: A Treatise on Economics) é a magnum opus do economista austríaco Ludwig von Mises. Nela, ele defende o capitalismo laissez-faire a partir da praxeologia, metodologia que busca investigar o processo humano de tomada de decisão. A obra rejeita o positivismo dentro da economia, defende uma epistemologia a priori e sustenta a praxeologia com uma base de individualismo metodológico e as leis de certeza apodíctica. Nela, ainda, Mises argumenta que a economia de livre mercado não apenas é superior a qualquer sistema planejado pelo governo, mas em última análise, serve como base da própria civilização.
A obra foi precedida por uma outra em língua alemã, publicada em 1940, intitulada Nationalökonomie: Theorie Des Handelns und Wirtschaftens. Após Ação Humana, Mises escreveu A Mentalidade Anticapitalista (1956).

## Sumário
Primeira Parte: Ação Humana

I. O Agente Homem

II. Os Problemas Epistemológicos das Ciências da Ação Humana

III. A Economia e a Revolta Contra a Razão

IV. Uma Primeira Análise da Categoria da Ação

V. O Tempo

VI. A Incerteza

VII. Ação no Mundo
Segunda Parte: Ação na Sociedade

VIII. A Sociedade Humana

IX. O Papel das Idéias

X. O Intercâmbio na Sociedade
Terceira Parte: Cálculo Econômico

XI. Valoração Sem Cálculo

XII. O Âmbito do Cálculo Economico

XIII. O Cálculo Economico Como Instrumento da Ação
Quarta Parte: Cataláxia ou Economia de Mercado

XIV. Âmbito e Metodologia da Cataláxia

XV. O Mercado

XVI. Os Preços

XVII. A Troca Indireta

XVIII. A Ação na Passagem do Tempo

XIX. A Taxa de Juros

XX. O Juro, a Expansão do Crédito e o Ciclo Econômico

XXI. Trabalho e Salários

XXII. Os Fatores de Produção Originais de Natureza Não Humana

XXIII. A Realidade do Mercado

XXIV. Harmonia e Conflito de Interesses
Quinta Parte: A Cooperação Social Sem o Mercado

XXV. A Construção Imaginaria de Uma Sociedade Socialista

XXVI. A Impossibilidade do Cálculo Econômico no Sistema Socialista
Sexta Parte: A Intervenção no Mercado

XXVII. O Governo e o Mercado

XXVIII. O Intervencionismo Via Tributação

XXIX. A Restrição da Produção

XXX. A Interferência na Estrutura de Preços

XXXI. Manipulação da Moeda e do Crédito

XXXII. Confisco e Redistribução

XXXIII. Sindicalismo e Corporativismo

XXXIV. A Economia de Guerra

XXXV. O Estado Provedor Versus Mercado

XXXVI. A Crise do Intervencionismo
Sétima Parte: A Importância da Ciência Econômica

XXXVII. O Caráter Peculiar da Ciência Econômica

XXXVIII. A Importância do Estudo da Economia

XXXIX. A Economia e os Problemas Essenciais da Natureza Humana

## História da publicação
- A primeira edição da obra saiu em 1949 pela Yale University Press
- Uma segunda edição revista e ampliada saiu em 1963. A edição, também pela Yale University Press, saiu cheia de erros e uma outra teve de ser feita rapidamente logo em seguida por um outro editor.
- A terceira edição revisada saiu em 1966 pela Henry Regney.
- A quarta edição saiu em 1996 com revisões por Bettina B. Greaves.  Disponível em um único volume de capa dura (Liberty Fund, ISBN 0-86597-630-9) ou quatro volumes na edição paperback (Liberty Fund, ISBN 0865976317), bem como um único volume paperback (Fox & Wilkes, ISBN 0930073185).
- Em 1998 o Instituto Ludwig von Mises trouxe de volta a primeira edição, como a "Scholars Edition" (ISBN 0945466242).
- Em 2006 foi publicado no idioma tcheco. (ISBN 80-86389-45-6).